# اساسینز کرید ریشه‌ها
اساسینز کرید ریشه‌ها (به انگلیسی: Assassin's Creed Origins) بازی ویدئویی نقش‌آفرینی اکشن است که توسط یوبی‌سافت مونترآل توسعه یافته و توسط یوبی‌سافت در سال ۲۰۱۷ عرضه شد. این بازی دهمین نسخه اصلی در سری اساسینز کرید است. این بازی که در مصر باستان و دوران فروپاشی و پایانی امپراتوری بطلمیوسی (۴۹–۴۳ پ. م) روی می‌دهد، داستان یک مدجای به نام بایک از سیوه و همسرش آیا‏ را روایت می‌کند که در درگیری میان پنهان‌شدگان - پیشگامان اساسین‌ها - که برای صلح و سازش می‌جنگند و دستور باستانی‌ها - پیشگامان تمپلارها - که به دنبال صلح از راه زورچپانی فرقه هستند، قرار دارند. بخشی از داستان بازی در قرن بیست و یکم، با شخصیت نوی افزوده‌شده، لیلا حسن، قرار دارد. ریشه‌ها که یک جهان باز بزرگ دارد، عنصرهایی را از بازی‌های نقش‌آفرینی گرفته و در بازی یک سیستم مبارزه «مبتنی بر هیت‌باکس» گنجانده است.
توسعه بازی به دنبال عرضه اساسینز کرید ۴: پرچم سیاه (۲۰۱۳) آغاز شد. یوبی‌سافت مونترآل توسعه چهارساله بازی را با کمک تیمی دربرگیرنده از ۷۰۰ نفر از استودیوهای یوبی‌سافت سراسر جهان رهبری کرد. تیم با کمک مصرشناسان و تاریخ‌دانان مطمئن شد که زمینه تاریخی بازی به خوبی نمایش می‌یابد. در حالی که از زمان عرضه اساسینز کرید ۲ در سال ۲۰۰۹، اساسینز کرید یک فرنچایز سالانه بود، یک سال به زمان توسعه تیم افزوده شد و تیم زمان بیشتری برای کار کردن روی بازی داشت. این امر بیشتر به دلیل عرضه طرد شده و شکست‌خورده اساسینز کرید: سندیکا و عرضه مشکل‌دار اساسینز کرید: وحدت در سال ۲۰۱۴ بود.
این بازی که در نمایشگاه رسانه و تجارت ای۳ ۲۰۱۷ معرفی شد، در ۲۷ اکتبر ۲۰۱۷ برای سکوهای مایکروسافت ویندوز، پلی‌استیشن ۴ و ایکس‌باکس وان، و ۱۵ دسامبر ۲۰۲۰ برای استادیا منتشر شد. این بازی از منتقدان بازخوردهای مثبتی دریافت کرد و بسیاری آن را به دلیل پیشرفت‌های نسبت به نسخه‌های پیشین ستودند و داستان‌سرایی، شخصیت‌ها، صداگذاری، گیم‌پلی بهبودیافته، طراحی جهان بازی، درست نمایش دادن تاریخ و ویژگی‌های دیداری آن مورد ستایش منتقدان واقع شد. هرچند بازی برای سرعت، طراحی مرحله‌ها و مشکل‌های فنی مورد انتقاد واقع شد. این بازی سراسر جهان بیش از ۱۰ میلیون نسخه فروش کرد و برای چندین جایزه پایان سال نامزد شد. یوبی‌سافت ریشه‌ها را پس از عرضه‌اش به‌طور گسترده‌ای پشتیبانی کرد و برای آن بسته‌های الحاقی و تورهای اکتشاف، یک سری از تورها که بازیکن را در جهان مصر بطلمیوسی می‌گرداند، عرضه کرد. در اکتبر سال ۲۰۱۸ دنباله‌ای برای این بازی به نام اساسینز کرید ادیسه عرضه شد که در یونان باستان و در دوران جنگ پلوپونز قرار دارد.

## گیم‌پلی

بازیکنان می‌توانند در جهان گسترده مصر باستان با اسب و شتر رفت‌وآمد کنند

اساسینز کرید: ریشه‌ها یک بازی ویدئویی نقش‌آفرینی اکشن و مخفی‌کاری با زاویه دید دوربین سوم شخص است. جدا از ماموریت‌های بازی، بازیکن می‌تواند به‌طور آزادانه در جهان باز بازی همراه گیم‌پلی غیرخطی با به‌کارگیری اسب، شتر، ارابه اسب، قایق یا پیاده بچرخند. جهان بازی شامل کل بیابان‌ها، دشت‌ها، دره‌ها، دریاچه‌های مصر و شهرهای باستانی مانند اسکندریه و منف است. شخصیت اصلی بازی، بایک می‌تواند زیر آب شنا کند و دریاچه‌ها و رودها را بگردد که از زمان نسخه پرچم سیاه در سال ۲۰۱۳ تاکنون گشتن زیر آب ممکن نبود. در حالی که بازیکنان جهان بازی را می‌گردند، شخصیت‌های غیرقابل‌بازی زیادی از بایک درخواست کمک می‌کنند. این ماموریت‌های فرعی که معمولاً از بازیکن می‌خواهد زندانی‌ای را آزاد کند، دشمنانی را بکشد یا چیزهای باارزش پیدا کند، بایک را به مکان‌هایی که گنج دارد، می‌برد. در طول بازی، بازیکنان می‌توانند آرامگاه‌ها و هرم‌ها را بگردند، به اردوگاه‌های راهزنان یورش ببرد، معماهای رمزآلود برای به دست آوردن گنج حل کند، نقاط همگام‌سازی را کشف کند و نقاط مورد نظری را کشف کند که به عنوان ایستگاه‌های سفر سریع عمل می‌کنند. دیگر فعالیت‌های فرعی که بازیکن می‌تواند انجام دهد رقابت در مکان‌های گلادیاتوری است که در آن بازیکن با موج‌هایی از دشمنان و در انتها با یک غول آخر مبارزه می‌کند. بازیکن همچنین می‌تواند در مسابقات ارابه‌رانی شرکت کند و معماهای گرداسنگ را حل کند.
بازیکنان می‌توانند با به پایان رساندن ماموریت‌های داستانی، یافتن مکان‌های جدید و شکست دادن دشمن‌ها اکس‌پی به دست آورند. با به دست آوردن اکس‌پی کافی، می‌توانند لِوِل خود را خود را افزایش دهند و امتیازهای مهارتی به دست آورند که با آن می‌توان ویژگی‌های جدید باز کرد. درخت مهارتی که با امتیازهای مهارتی می‌توان ویژگی‌های آن را باز کرد، شامل سه شاخه کلی می‌شود: شکارچی، جنگجو و پیشگو. شکارچی ویژگی‌های مبارزه دور دست بایک را ارتقاء می‌دهد، جنگجو بایک را یک جنگجو و مبارز تواناتر می‌کند و پیشگو بایک را توانایی قتل بایک را کارآمدتر می‌کند. برای انجام دادن برخی ماموریت‌های خاص یا رفتن به مکان‌هایی، بازیکنان باید به یک سطح لِوِل بالاتری برسند تا بتوانند با دشمنان نسبتاً قوی‌تر راحت‌تر بجنگند، در غیر این صورت دشمنان بازیکنان را به راحتی شکست می‌دهند. برای جلا دادن بیشتر به کارآمدی سیستم مبارزه، می‌توان با به دست آوردن منابع از شکار در حیات‌وحش، برچیدن ابزارها و یورش به کاروان‌ها، انواع اسلحه مانند شمشیر پنهان بایک، ترکش، دستکش تعادل، محافظ بازو، زره سینه و کیسه ابزار را ارتقاء داد. بایک باید با غارت کردن و به پایان رساندن نقاط مورد نظر، سکه به دست بیاورد. با سکه‌ها می‌توان اسلحه خرید یا اسلحه‌ای را ارتقاء داد و می‌توان لباس یا جانور (اسب یا شتر) نیز خرید. می‌توان ابزارها و موادهای مورد نیاز را از فروشندگان به شکل لوت باکس خریداری کرد. این لوت باکس‌ها را تنها می‌توان با استفاده از پول درون بازی خریداری کرد. با این حال، آیتم‌های تزئینی را تنها باید با سکه هلیکس خرید، سکه هلیکس نیز باید با پول واقعی خریداری شود.

### مبارزه
نسخه‌های پیشین فرنچایز اساسینز کرید از یک «سامانه پویانمایی جفتی»‏ بهره می‌بُرد که در آن بازیکن با یک دشمن درگیر می‌شد و مبارزه با حرکات پویانمایی مبارزه از پیش نوشته‌شده و برنامه‌نویسی هوش مصنوعی شکل می‌گرفت. ریشه‌ها از یک «سامانه هیت باکس»‏ بهره می‌گیرد، که در آن بازیکن به هر چه در دوردست است حمله می‌کند و بازیکن می‌تواند یک دشمن را کاملاً بکشد و احتمال از دست رفتن ضربه نیز وجود دارد. دو حالت مبارزه وجود دارد: حمله سبک که سریع است اما از میزان آسیب می‌کاهد و حمله سنگین که آهسته اما خطرناک است. اسلحه‌ها در بازی سه رده‌بندی دارند، متداول، کمیاب و افسانه‌ای که هر کدام میزان آسیب، دوردست حمله و سرعت خود را دارند. بایک با هشت نوع اسلحه و چهار نوع تیر و کمان مجهز شده است. اسلحه‌های افسانه‌ای معمولاً با کشتن غول‌های آخر به نام «فیلاکس»‏ به دست می‌آیند. از آنجا که نحوه مبارزه دشمنان بر پایه سامانه هیت-باکس است، بازیکن یک سپر در دست دارد و باید ویژگی‌های تهاجمی و دفاعی خود را موازنه کند. بازیکنان ضد دشمنان مختلف باید از اسلحه‌های مناسب نوع دشمن استفاده کند. آن‌ها همچنین حرکات دشمن را باید داج یا پری کنند. نوار آدرنالین به‌طور آهسته در طول مبارزه پر می‌شود. هنگامی که نوار آدرنالین پر می‌شود، بازیکن می‌تواند با استفاده از آن یک تهاجم ویرانگر بر دشمن پیاده کنند. بایک همچنین به ابزارهایی مانند دارت‌های خواب‌آور، دارت‌های زهرآلود و بمب‌های آتش دسترسی دارد و می‌تواند از محیط به نفع خود بهره بجوید. برای نمونه، او می‌تواند با تیر زدن با تیر آتشین به کوزه‌های نفت باعث آتش‌گیری دشمنان شود و همچنین می‌تواند نزدیک منقل‌ها تله بگذارد که هنگامی که دشمنان درخواست پشتیبانی می‌دهند شکست بخورند.
مکان‌های بازی به بازیکن اجازه می‌دهد نحوه مبارزه‌شان را از طریق مخفی‌کاری یا مبارزه باز انتخاب کنند. بازیکنان می‌توانند با شمشیر دستی پنهان دشمنان را از پشت به قتل برسانند، با این حال دشمنان با سطح بالاتر به راحتی شکست نمی‌خورند. حالت «دید عقابی»‏ در نسخه‌های پیشین که به بازیکن اجازه می‌داد دشمنان و ابزارهای قابل استفاده را مشخص کند، در ریشه‌ها با یک عقاب دوبرادر به نام «سنو»‏ که همراه بازیکن است عوض شده است. بازیکن کنترل سنو را در دست می‌گیرد و یک منطقه‌ای که دشمنان در آن هستند را گشت می‌زند و آن دشمنان هنگامی که بازیکن به کنترل بایک برمی‌گردد مشخص شده‌اند. بازیکنان می‌توانند میان علف‌ها قایم شوند یا برروی پشت‌بام ساختمان‌ها حرکت کنند تا از دید دشمن در امان بمانند. بایک همچنین می‌تواند سوت بزند و دشمن را به سوی خود بکشاند و هنگام پنهان شدن میان علف‌ها او دشمنان را به قتل می‌رساند. همانند دیگر بازی‌های اساسینز کرید، بایک مهارت قابل توجهی در فریرانینگ دارد و می‌تواند از تقریباً هر سازه‌ای بالا برود. بازیکنان همچنین می‌تواند چندین جانور را رام کند که در نبردها پشتیبانی خواهند کرد. جنگ دریایی در بخش‌هایی از بازی که بازیکن کنترل آیا، معشوقه بایک را در دست دارد حضور دارد و آیا کنترل یک ناوگان کشتی را در دست دارد و می‌تواند با آن به کشتی‌های دشمن حمله کند.

## خلاصه داستان

### پیش‌زمینه
بازیکن نقش یک مدجای به نام بایک از سیوه و همسرش، آیا را در دست می‌گیرد که تلاش می‌کنند مردمان امپراتوری بطلمیوسی را در یک دوران آشوب‌زده محافظت کنند. فرعون بطلمیوس سیزدهم تلاش می‌کند پادشاهی‌اش را حفظ کند و آن را گسترش دهد. خواهر او، کلئوپاترا با کمک نیروهای وفادار یک کودتای ضد بطلمیوس را برنامه‌ریزی می‌کند. افزون بر این، تهاجم‌های جمهوری روم به رهبری ژولیوس سزار منجر به ترس مردم از حمله رومی‌ها می‌شود. نقش بایک به عنوان مدجای او و آیا را کنار هم میاورد و در کنار هم، «پنهان‌شدگان» را تشکیل می‌دهند که نخستین حشاشین بودند.

### داستان
در سال ۴۹ پیش از میلاد مسیح، بایک، یک مدجای که وظیفه حفاظت از دره سیوه را بر عهده دارد، همراه پسرش خمو توسط گروهی از مردان که رویشان را پوشانده بودند به یک مکان زیرزمینی در محوطه آمون-رع برده می‌شوند. آن‌ها به بایک یک تکه از عدن را می‌دهند و از او می‌خواهند با استفاده از آن دری در آن محوطه را باز کند. خمو به بایک کمک می‌کند فرار کند. در حالی که درگیر یکی از افراد شده بود، بایک ناخواسته خمو را می‌کشد. یک سال بعد، بایک خود را مجبور می‌کند که آن پنج نفر را پیدا کند و انتقام پسرش را بگیرد. پس از کشتن دو تا از آن‌ها، بایک برای ملاقات همسرش آیا به اسکندریه می‌رود. آیا به او می‌گوید که تنها یک نفرشان زنده مانده است. بایک می‌فهمد کاتب سلطنتی، یودوروس آخرین شخص است. او با آخرین گفته‌های یودوروس که می‌گوید مردان نقاب‌دار بیشتری هستند آزرده می‌شود. آیا بایک را پیش دوست خود آپولودور می‌فرستد تا اطلاعات بیشتری کسب کند. آپولودوروس او را به کلئوپاترا معرفی می‌کند که تأیید می‌کند افراد نقاب‌دار بخشی از دستور باستانی‌ها هستند و آن‌ها او را از تاج‌وتخت برکنار کردند و قصد کنترل بر مصر با استفاده از بطلمیوس به عنوان دست‌نشانده دارند.
کلئوپاترا به بایک چهار هدف دیگر برای قتل می‌دهد. او آن‌ها را پیدا می‌کند و به قتل می‌رساند. در این حال، آیا پومپه را متقاعد می‌کند که با کلئوپاترا متحد شود. بایک یک نامه از آیا دریافت می‌کند که در آن توضیح می‌دهد افراد زیادی از دستور باستانی‌ها باقی ماندند که شامل گارد سلطنتی بطلمیوس نیز می‌شود و به احتمال آن‌ها زیاد مسئول مرگ خمو هستند. بایک به این فکر می‌کند که کلئوپاترا دارد از او برای کشتن رقبایش استفاده می‌کند. پومپه توسط لوسیوس سپتیمیوس کشته می‌شود و آیا و بایک مجبور می‌شوند کلئوپاترا را پنهانی به کاخ برای ملاقات با ژولیوس سزار ببرند. کلئوپاترا ژولیوس سزار را تحت تأثیر قرار می‌دهد و پشتیبانی او را به دست می‌آورد. بایک، پونتیوسِ «عقرب» را می‌کشد اما سزار جلوی او را از کشتن سپتیمیوس می‌گیرد. آیا بطلمیوس را در حال خورده شدن توسط تمساح‌ها در نیل تماشا می‌کند در حالی که او تلاش در فرار دارد.
کلئوپاترا تاج‌وتخت را به عنوان فرعون به‌دست می‌آورد. سپتیمیوس یکی از مشاوران سزار می‌شود و کلئوپاترا روابط خود را با آیا و بایک قطع می‌کند. بایک و پشتیبانانش متوجه می‌شوند که کلئوپاترا و سزار با دستور باستانی‌ها متحد شدند. بایک متحدان خود را جمع‌آوری می‌کند تا با دستور مقابله کنند و آزادی اراده مردم را حفظ کنند. آیا و بایک می‌فهمند که دستور علاقه خاصی به آرامگاه اسکندر مقدونی نشان داده‌اند سپس در آنجا آپولدوروس را به‌طور وخیمانه زخمی می‌بینند. او هشدار می‌دهد که ناوبان سزار، فلاویوس رهبر واقعی دستور است. او و سپتیمیوس گوی را از آرامگاه اسکندر گرفته‌اند و هم‌اکنون در حال رفتن به سیوه هستند تا در محوطه را باز کنند.
بایک رد فلاویوس را تا شحات دنبال می‌کند که فلاویوس در آنجا با به‌کارگیری سیب عدن مردم را به بردگی گرفته است. بایک فلاویوس را می‌کشد، انتقام مرگ خمو را می‌گیرد و پیش آیا برمی‌گردد. آیا همراه با مارکوس یونیوس بروتوس و گایوس کاسیوس لونگینوس به روم سفر می‌کند تا سزار و سپتیمیوس را به قتل برسانند. راه آیا و بایک جدا می‌شود اما با هم پنهان‌شدگان، پایه برادری حشاشین را تشکیل دادند و سوگند یاد کردند که در سایه‌ها از جهان محافظت کنند. در رم، آیا با سپتیمیوس مواجه می‌شود و او را می‌کشد که از چوبه عدن بهره برده بود. او به سنای روم نفوذ می‌کند و ژولیوس سزار را به قتل می‌رساند. جلوتر، او پیش کلئوپاترا برمی‌گردد و به او هشدار می‌دهد که اگر یک فرمانروای منصفانه نباشد، برای کشتن او باز خواهد گشت. جلوتر، آیا (که اکنون خود را آمنت صدا می‌کند) و بایک فرقه پنهان‌شدگان را گسترش می‌دهند و با استخدام داوطلبان، تشکیلات خود را به ترتیب در مصر و روم گسترش می‌دهند.
در سال ۲۰۱۷، لیلا حسن،‏ یک پژوهشگر پیشین صنایع ابسترگو،‏ قصد پیدا کردن یک اثر باستانی در مصر برای برادری حشاشین را دارد. در عوض، او آرامگاهی پیدا می‌کند که در آن مومیایی‌های آیا و بایک قرار دارد. او که امید دارد بتواند در پروژه انیموس شرکت جایگاه خود را مستحکم کند، بدون اینکه به افراد بالاترش بگوید دی‌ان‌ای آیا و بایک را بیرون میاورد و خاطرات آن‌ها را تماشا می‌کند. هنگامی که لیلا در گزارش دادن شکست می‌خورد، ابسترگو یک تیم برای کشتن او می‌فرستد اما نقشه آن‌ها شکست می‌خورد. لیلا به انیموس برمی‌گردد اما توسط ویلیام مایلز،‏ پدر دزموند مایلز متوقف می‌شود. او پیشنهاد کار کردن در فرقه حشاشین را می‌پذیرد اما کمی پس از پیوستن به آن‌ها از این کار دست می‌کشد. هردوی آن‌ها به اسکندریه امروزی سفر می‌کنند. هنگام تماشای خاطرات بایک، لیلا با سازه‌های باستانی خاصی برخورد کرد که توسط نخستین تمدن ساخته شده‌اند. هر کدام از آن‌ها پیامی دارند که در آن اشاره می‌کنند لیلا در رویداد آخرالزمانی بعدی یک نقش کلیدی دارد.

### پنهان‌شدگان
چهار سال پس از داستان اصلی بازی، بایک توسط رئیس فرقه پنهان‌شدگان در شبه‌جزیره سینا، تاهیرا‏ فراخوانده می‌شود. شبه‌جزیره سینا تحت اشغال امپراتوری روم قرار دارد که سربازان آن مردم را مجبور به رفتن به معدن و پیدا کردن سنگ فیروزه می‌کند. تاهیرا نگران است که کمک فرقه مخفی‌شدگان به گروهی از شورشیان در نبطیه منجر به لو رفتن آن‌ها شده و از بایک درخواست کمک می‌کند. بایک می‌پذیرد که فرقه پنهان‌شدگان آسیب‌پذیر است و به امید راندن رومی‌ها، تصمیم می‌گیرد سه‌تا از ناوبان‌های روفیو، کنسولگری شبه‌جزیره سینا را بکشد. با این وجود، پناهگاه مخفی‌شدگان به آتش کشیده می‌شود و تاهیرا کشته می‌شود. بایک به اسارت گرفته می‌شود و تصلیب می‌شود. آمنت او را نجات می‌دهد و به بایک هشدار می‌دهد فعالیت‌های اخیرش در سینا ممکن است کل برادری را افشا کند. روفیو می‌آید و آغاز به کشتار روستاییان برای تسلیم کردنشان می‌کند. آمنت و بایک کشتار را متوقف می‌کنند و بایک روفیو را می‌کشد، که افشا می‌کند دستور تحت فرمان ژولیوس سزار دوباره قدرتمند شده و اثرگذاری آن‌ها سراسر امپراتوری روم دیده می‌شود. آمنت از بایک می‌خواهد دنبال رهبر شورش‌های سینا، گامیلات‏ بگردد که هم‌اکنون او و مردانش میان شهروندان پنهان شده‌اند و اگر رومی‌ها آن‌ها را پیدا کنند بی‌درنگ آن‌ها را خواهند کشت. بایک با گامیلات روبرو می‌شود و هنگامی که او کارهای خود را دفاع می‌کند، بایک او را می‌کشد. هنگامی که مردم فکر می‌کنند برادری نابود شده، بایک تصمیم می‌گیرد دوباره به تشکیلات شکل بدهد و فعالیت‌شان را به یهودیه و شام و فرای آن گسترش دهد. به دلیل کارهای گامیلات، او نخستین از سه اصول برادری حشاشین را تصویب می‌کند: «شمشیر خود را از بی‌گناهان دور نگه دارید.»

### نفرین فرعون‌ها
در بخش دوم، نفرین فرعون‌ها،‏ آمنت از بایک می‌خواهد که یک اختلال در تبای را بررسی کند، زیرا آمنت فکر می‌کند در آنجا تکه دیگری از عدن قرار دارد. بایک به شهر می‌رسد و مردم را در ترس دیدن ظاهر مردگان می‌بیند. او می‌فهمد دو تا از طلسم‌های معبدهای نزدیک دزدیده شده‌اند؛ یکی از آن‌ها متعلق به نفرتیتی است که توسط دلال‌های آثار باستانی در بازار سیاه دزدیده شده؛ و دیگری متعلق به آخناتون است که توسط فرقه‌ای برای تلافی دزدیده شده، زیرا پرستش آخناتون ارتداد به‌شمار می‌رود. بایک که فکر می‌کرد طلسم‌ها همان کاری را می‌کند که فلاویوس با مردم شحات کرد، تصمیم می‌گیرد آن‌ها را به جای درستشان برگرداند. او رد طلسم‌ها را به سوی یک مقام یونانی به نام تیخون می‌گیرد که در معبد حتشپسوت مستقر شده است. پس از بازپس‌گیری طلسم‌ها، او در دره پادشاهان معبدهای نفرتیتی و آخناتون را پیدا می‌کند و می‌بیند که تخریب شده‌اند. تنها راه ایجاد دوباره ثبات، رفتن به زندگی پس از مرگ است. بایک می‌فهمد که این‌ها بازتاب‌هایی از جهان فانی هستند و خرابی شکل گرفته در تبای به جهان پس از مرگ سرایت کرده است. او می‌فهمد که در واقع آتون بخشی از عدن است و همراه با آخناتون خاک نشده بود و در دست بازماندگانش، فرقه آمون قرار دارد. نفرینی که سراسر تبای را گرفته بود توسط ایسیدورا، یکی از کشیش‌های آمون برای انتقام مرگ مادرش آزاد شده بود. بایک او را تا معبد توت‌عنخ‌آمون دنبال می‌کند سپس ایسیدورا تلاش می‌کند کارهایش را توجیه کند. هنگامی که او تسلیم نمی‌شود، بایک او را می‌کشد و مالکیت آتون را به دست می‌گیرد. او در کنار سوتخ، یک دزد که به او در ردیابی آتون به او کمک کرد، آن را در مکانی دفن می‌کنند که هرگز دیگر پیدا نخواهد شد.

## توسعه
یوبی‌سافت مونترآل با کمک دیگر استودیوهای یوبی‌سافت در جهان توسعه بازی را رهبری کرد. استودیوی مونترآل پیش‌تر برروی اساسینز کرید: افشاگری‌ها و اساسینز کرید ۴: پرچم سیاه کار کرده بود. توسعه بازی کمی پس از به پایان رسیدن توسعه پرچم سیاه آغاز شد و حدود چهار سال به طول انجامید. یوبی‌سافت سوفیا و یوبی‌سافت سنگاپور در طراحی نقشه‌ها و مرحله‌ها و ماموریت‌های بازی نقش مهمی داشتند. استودیوی سوفیا برروی آرامگاه‌ها و هرم‌های بازی کار کرد و استودیوی سنگاپور برروی جنگ‌های دریایی کار کرد. جین گوسدون و اشرف اسماعیل که هردو برروی پرچم سیاه فعالیت داشتند، به عنوان کارگردانان این بازی برگشتند. حدود ۱٬۰۰۰ نفر برروی بازی کار کردند و تنها ۳۰۰ نفرشان از استودیوی مونترآل بودند. یوبی‌سافت این گونه از توسعه را «توسعه مشترک» توصیف کرد که در آن استودیوها آزادی عمل بیشتری داشتند. به گفته اسماعیل، این گونه از توسعه منجر می‌شود که هر تکه از بازی یکتا و متفاوت باشد. با این وجود، استودیوی مونترآل یک شیوه‌نامه تنظیم کرد که دیگر استودیوها باید از آن پیروی می‌کردند. برای نمونه، هنگامی که یک بازیکن در حال انجام مأموریتی است فقط اندازه یک فاصله‌ای می‌تواند دور شود و اگر آن فاصله را رد کند دوباره باید به ناحیه برگردد تا مأموریت را انجام دهد. برای ماموریت‌های ناحیه هاب، یک مأموریت «خنده‌دار» و یک مأموریت خشن وجود دارد. هدف یوبی‌سافت مدرن کردن سری بود.
مصر باستان یکی از محبوب‌ترین مکان‌هایی بود که بازیکنان درخواست آن را داشتند، اما یوبی‌سافت ایده را رد کرده بود. الکس هاچینسون، کارگردان خلاق اساسینز کرید ۳، مصر باستان و ژاپن فئودال و جنگ جهانی دوم را «بدترین گزینه پیش‌زمینه بازی» خواند. با این وجود، در یک مصاحبه جلوتر، اسماعیل گفت مصر باستان یکی از مکان‌هایی بود که تیم به آن علاقه نشان داده بود و علاقه هواداران را به خوبی شناختند. او باور داشت یوبی‌سافت به دلایل محدودیت‌های فناوری مصر را انتخاب نکرده بود. سال ۴۹ پیش از میلاد مسیح به عنوان سال آغازین بازی گزیده شد، زیرا «دوران درگیری تمدن‌ها» بود. فرهنگ مصری در حال رشد بود اما به افولش نزدیک‌تر می‌شد زیرا رومی‌ها و یونانی‌ها در حال گسترش اثرات خود در مصر بودند که بعداً منجر به الحاق مصر به امپراتوری روم شد. اسماعیل این پیش‌زمینه را «حماسی» خواند زیرا در آن «یک جهان می‌میرد و یک جهان نو زاده می‌شود.» در ابتدا، تیم با نقشه بازی پرچم سیاه آغاز نمود و خشکی‌های آن را تبدیل به دریا کرد. آن‌ها باید این نقشه بزرگ را با محتوای معنادار پر می‌کردند پس آن‌ها عنصرهایی از بازی‌های نقش‌آفرینی مانند ماموریت‌ها را به بازی آوردند. معما، شکار جانوران و پایگاه‌های سربازان برای جذاب کردن تجربه بازیکن در گشتن در جهان بازی افزوده شدند. سامانه نبرد بازی به کل از نو ساخته شد، زیرا توسعه‌دهندگان می‌خواستند به بازیکنان گزینه‌های بیشتری بدهند. برای نخستین بار، انتخاب درجه سختی به بازی افزوده شد تا مطمئن شوند مبارزه در دسترس‌تر باشد.
استودیو با مصرشناسان و تاریخ‌نگاران مشورت کرد و با دانشگاه‌ها قرارداد بست تا متخصصان موضوع بتوانند اطلاعات مفید بدهند و راهنمایی کنند. افزون بر استخدام کردن تاریخ‌نگاران، تیم همچنین با افراد آکادمیکی مانند ژان-کلود گلوان مشورت کردند تا در بازی بناهای تاریخی و نقاشی‌های باستانی را قرار دهند. تاریخ‌نگاران در روند خلاقیت بازی نقش داشتند. برای نمونه، اولین فارون، یکی از مشاوران بازی، یوبی‌سافت را راضی کرد که یک صحنه که در آن یک مومیایی در ملأ عام قرار داشت را تغییر دهد زیرا ضد «طرز فکر مصریان» بود. اثر آلان گاردینر، دستور زبان مصری: یک آشنایی ساده با الفبای هیروگلیف مصری به تیم توسعه‌دهنده کمک کرد که زبان سخن‌گفته‌شده میان ان‌پی‌سی‌های بازی را درست کنند و همچنین از آثار جیمز پیتر آلن و ریموند فالکنر نیز کمک گرفتند. هدف آن‌ها ایجاد مصر به عنوان یک فضایی که از لحاظ تاریخی درست نبود، بلکه آن‌ها در پی ایجاد یک مصر پویا و زنده بودند. تیم توسعه‌دهنده فیلم‌ها و مجموعه‌های تلویزیونی مشاهده کردند تا متوجه شوند مصر باستان در فرهنگ عامه چطور نمایش میابد و بازی را به گونه‌ای تنظیم کردند که تمرکز بیش از حد روی تاریخ مانع سرگرمی و روند بازی نشود. برخی شهرها در بازی از حالت ابتدایی‌شان بزرگ‌تر بودند زیرا توسعه‌دهندگان می‌خواستند «یک حس فرعونی بزرگ در شهرهایی مانند اسکندریه و منف ایجاد کنند.» اسماعیل افزود که اگر رویدادی به خوبی ثبت شده است، هنرمندان بازی اجماع تاریخ‌دانان را دنبال می‌کردند اما برای بخش‌هایی که درباره‌شان اطلاعات زیادی نیست از خودشان آن طرح را ایجاد می‌کردند.

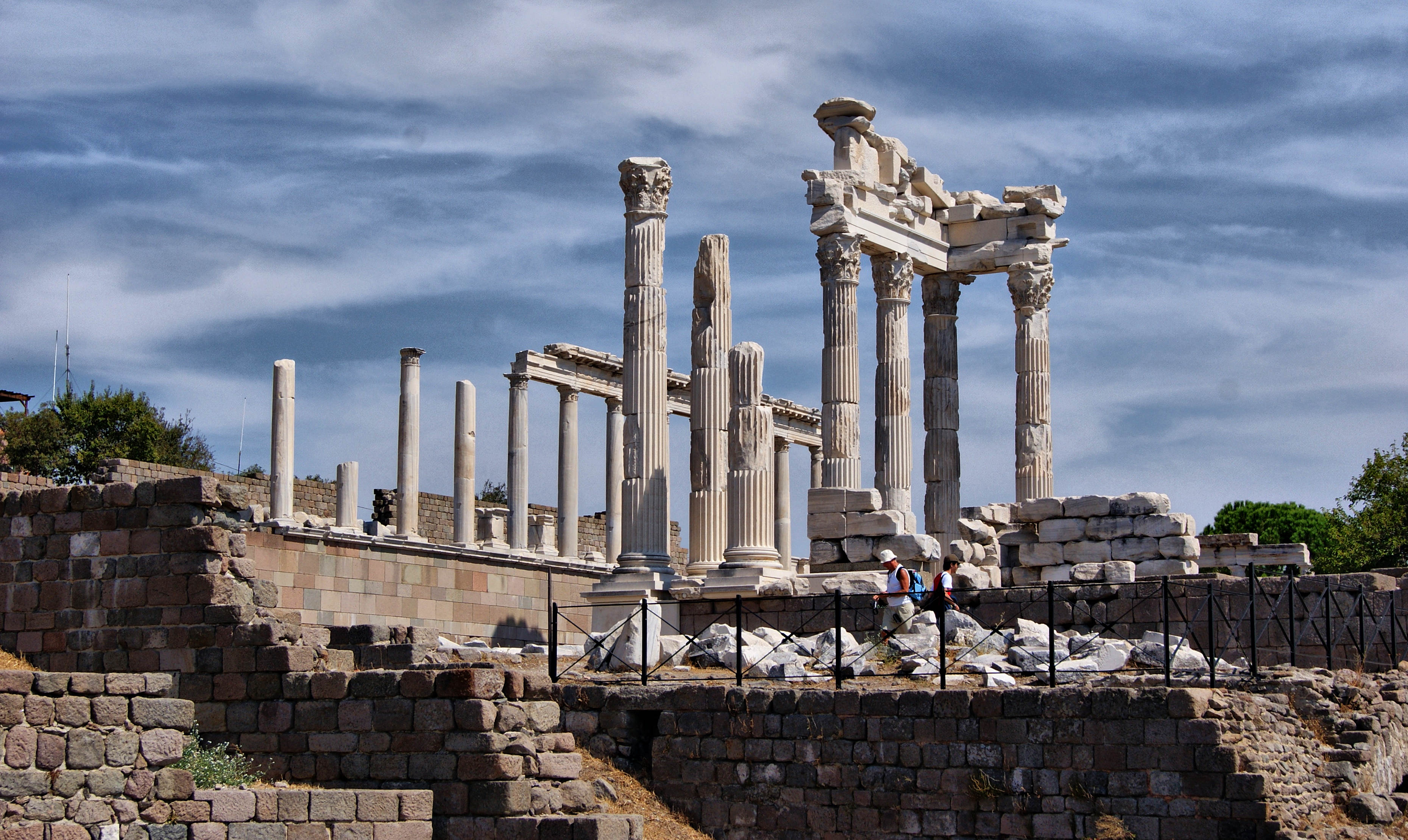
مشاور تاریخی، اولین فلون خرابه‌های پرگامون در ترکیه را بازدید کرد. طراحی این شهر از اسکندریه باستان الهام گرفته است.

تیم همچنان تلاش کرد جهان بازی را ژرف‌تر کند. به این منظور، تیم به بازی طوفان شن را افزود و اگر بازیکنان زیادی در گرما بمانند یک سراب را تجربه خواهند کرد. هر شهری طراحی خاص خود را دارد که ریشه شکل‌گیری آن را نیز توضیح می‌دهد. طراحی شهر اسکندریه از پرگامون در ترکیه گرفته شده‌اند که گمان می‌رود مانند اسکندریه ساخته شده بود. با این وجود که بیشتر مکان‌ها دستی ساخته شده‌اند، هنرمندان و برنامه‌نویسان تیم از تولید رویه‌ای برای پر کردن بخش‌های زیادی با درخت، سنگ و چمن کردند. نقشه کوچکی که در بالای صفحه با استفاده از سامانه هاد قرار داشت با یک قطب‌نما عوض شد زیرا آن‌ها باور داشتند هاد کمتر انسدادی است و همچنین بازیکنان برای گشتن نقاط مختلف تشویق می‌شوند. برای اینکه جهان بازی پویاتر شود، تیم زمان زیادی را صرف طراحی هوش مصنوعی شخصیت‌های غیرقابل‌بازی کرد که باعث می‌شود یک روند روزانه مانند کار کردن در روز و خوابیدن در شب داشته باشند. افرادی که به بایک مأموریت می‌دهند در یک مکان ثابت نمی‌مانند و بازیکنان می‌توانند زمانی که می‌خواهند افراد مورد نظر را بکشند تایین کنند. فرقه‌های گوناگون همچنین واکنش‌های مختلفی به بازیکن دارند.
آلین مرسیسا به عنوان کارگردان گوینده دعوت شد زیرا یکی از توسعه‌دهندگان یکی از «نمایش‌های پانک» او را دید و خوشش آمد. شخصیت اصلی، بایک، نسبت به دیگر شخصیت‌های اصلی سری بالغ‌تر بود و تجربه بیشتری داشت. اسماعیل بایک را به عنوان یک قهرمان «واکنش‌پذیر» می‌دانست که می‌توانست واکنش‌های خاص خودش را داشته باشد. بایک، یک مدجای از دره سیوه، یک روستایی سنتی در مصر، یک روش زندگی قدیمی‌تر را دربردارد و سنت‌های باستانی مصر را حفظ می‌کند. از آنجایی که مصر به‌زودی خاک امپراتوری روم می‌شود، بایک باید بفهمد «چه کاری باید بکند و چه چیزی باید بشود.» مأموریت شخصی او در نهایت منجر به شکل‌گیری برادری حشاشین می‌شود. ابوبکر سلیم که به او گفته بودند قرار است برای یک مجموعه پویانمایی تست بدهد، به عنوان صداگذار بایک گزیده شد. در سال ۲۰۲۰، یک گزارش از بلومبرگ نیوز ادعا کرد که یوبی‌سافت و به‌ویژه بخش بازاریابی و مدیر ارشد خلاقیت، سرژ هاسکوئت، تلاش کردند که نقش اساسین‌های زن را در شماری از بازی‌های اساسینز کرید کوچک کنند. قرار بود که بایک در ابتدای بازی کشته شود و بعداً بازیکن بازی را به عنوان آیا ادامه دهد. بازیگر الیکس ویلتون رگان صداگذاری آیا را برعهده داشت.

## عرضه
پس از عرضه اساسینز کرید: سندیکا در سال ۲۰۱۵ که از نسخه‌های پیشینش کمتر فروش کرد، یوبی‌سافت تصمیم گرفت در سال ۲۰۱۶ یک بازی اساسینز کرید دیگر عرضه نکند. یوبی‌سافت یک سال توسعه بیشتر داد تا تیم بتواند «مکانیزم‌های بازی را تکامل دهند» و جایگاه سری به عنوان «فرنچایز جهان‌باز برتر» را دوباره به دست آورند. مدیرعامل یوبی‌سافت، یوس گیلموت افزود که این همچنین به استودیوی مونترآل زمان بیشتری برای جلا دادن به بازی و اشکال‌زدایی آن می‌دهد تا دوباره اتفاقی مانند عرضه اساسینز کرید: وحدت در سال ۲۰۱۴ که هواداران سری را با مجموعه بیگانه کرد رخ ندهد. یوبی‌سافت از زمان عرضه اساسینز کرید ۲ در سال ۲۰۰۹ سالانه یک نسخه از این فرنچایز را عرضه می‌کرد. عرضه بازی نخستین بار در ژانویه ۲۰۱۶ توسط کوتاکو لو رفت که گمان می‌کردند نام بازی امپراتوری است و در مصر باستان واقع شده است. یوبی‌سافت این بازی را به‌طور رسمی در مراسم ای۳ سال ۲۰۱۷ معرفی کرد. این بازی در ۲۷ اکتبر ۲۰۱۷ در سراسر جهان برای سکوهای مایکروسافت ویندوز، پلی‌استیشن ۴ و ایکس‌باکس وان منتشر شد. پنج نسخه ویژه هنگام عرضه برای بازی وجود داشتند. این بازی در ۱۵ دسامبر ۲۰۲۰ برای گوگل استادیا منتشر شد.
یوبی‌سافت پس از عرضه‌اش این بازی را برای مدت زیادی پشتیبانی کرد. چندین پک ابزار برای بازی منتشر شدند و یوبی‌سافت با توسعه‌دهندگان فاینال فانتزی ۱۵ برای رویداد کراس‌اور همکاری کرد. تمامی دارندگان سیزن پس، به دو پک محتوایی قابل دانلود دسترسی دارند. نخستین پک، پنهان‌شدگان که برروی اشغال شبه‌جزیره سینا توسط رومی‌ها و رویدادهای پس از داستان اصلی بازی تمرکز دارد در ۲۳ ژانویه ۲۰۱۸ منتشر شد. پک دوم، نفرین فراعنه، قرار بود در ۶ مارس منشر شود اما تا تاریخ ۱۳ مارس عقب افتاد. این بسته الحاقی برروی اسطوره‌شناسی مصری تمرکز دارد و بایک برای رسیدگی کردن به یک نفرین باستانی به تبای سفر می‌کند. هردو پک بیشترین میزان لِوِل بازیکنان را افزایش دادند و ابزارها، جانوران قابل راندن و زره‌های بیشتری به بازی افزودند.
یوبی‌سافت همچنین چندین به‌روزرسانی رایگان برای بازی عرضه نمود. در دسامبر ۲۰۱۷، آن‌ها یک مأموریت به نام «یک رقیب نو می‌آید» به بازی افزودند که یک محوطه گلادیاتوری در شحات افزود. این به‌روزرسانی همچنین یک درجه سختی به نام کابوس و دسته‌بندی دشمن‌ها، که در آن دشمنان هم‌سطح بازیکن می‌شوند به بازی افزود. یوبی‌سافت همچنین یک سری از چالش‌ها به نام چالش خدایان به بازی افزود که در آن بازیکنان با غول‌های لِوِل بالا می‌جنگند که از خدایان مصر باستان الهام گرفتند. یک حالت نیو گیم پلاس در فوریه ۲۰۱۸ معرفی شد. یک بروزرسانی در آوریل صفحه کنترل انیموس را برای بازیکنان رایانه افزود که به آنان اجازه تنظیم کردن پارامترهایی مانند میزان سرعت، گرفتن جان بی‌پایان و بیشتر کردن شمار جانوران رام‌شده را می‌دهد.
یوبی‌سافت تورهای اکتشاف را در ۲۰ فوریه ۲۰۱۸ معرفی کرد که در آن ۷۵ تور تقریباً ۲۵ دقیقه‌ای دارد و برروی بناهای باستانی بازی و نحوه زندگی مصریان در آن دوران تمرکز دارد. تورها «اطلاعات آکادمیک جمع‌آوری‌شده توسط مورخان و مصرشناسان» را دارد که از پژوهش در نهادها و بنیادهایی مانند موزه بریتانیا به‌دست‌آمده است. این حالت خط داستان، درگیری با دشمنان، محدودیت‌های زمانی و محدودیت‌های گیم‌پلی را خاموش می‌کند و به راهنمایان اجازه می‌دهد که مستقیماً دانش‌آموزان را راهنمایی کنند. تیم از مردم بازخوردهایی مبنی بر آموزش دریافت کردند و تور را به گونه‌ای طراحی کردند تا بتواند تا جایی که می‌تواند دستیابی‌پذیر باشد و به بازیکنان اجازه دهد با هر سرعتی که می‌خواهند حرکت کنند. در یک مقاله دربارهٔ بازی‌های ویدئویی با پیش‌زمینه تاریخی، مجله دامالز نوشت که تورهای اکتشاف یک محصول سرگرمی را به یک کمک آموزشی تعاملی تبدیل کرد. در مراسم «ملکه‌های مصر» در موزه پوان-ا-کلیر در مونترآل، کانادا، موزه عکس‌ها و ویدئوهایی از حالت تورهای اکتشاف بازی را نشان داد. یک نسخه رایگان و جدا از تورهای اکتشاف در مه ۲۰۲۰ معرفی شد.

## موسیقی
موسیقی متن رسمی اساسینز کرید ریشه‌ها توسط آهنگساز آمریکایی، سارا شکنر ایجاد شده است. مجموعه موسیقی‌ها در ۱۷ اکتبر ۲۰۱۷ به صورت آنلاین به شکل یک آلبوم عرضه شد. بازیکنانی که نسخه‌های «کالکتور» یا «ویژه» را خریداری کرده بودند یک سی‌دی موسیقی بازی دریافت کردند. بازیکنانی که پیش‌خرید کردند ۱۵ قطعه موسیقی دیگر دریافت کردند.
| فهرست موسیقی‌ها | فهرست موسیقی‌ها                          | فهرست موسیقی‌ها |
| شماره          | نام                                     | مدت            |
| -------------- | --------------------------------------- | -------------- |
| ۱.             | «موسیقی زمینه اصلی اساسینز کرید ریشه‌ها‏» | ۳:۱۵           |
| ۲.             | «برگشت مدجای‏»                           | ۲:۳۰           |
| ۳.             | «بایک از سیوه‏»                          | ۲:۳۵           |
| ۴.             | «شن‌های درخشان‏»                          | ۳:۰۷           |
| ۵.             | «نبرد کروکودیلوپلیس‏»                    | ۲:۳۹           |
| ۶.             | «زمین بی‌زبان‏»                           | ۳:۲۹           |
| ۷.             | «لژیون‌های خونین‏»                        | ۲:۳۸           |
| ۸.             | «پادشاهان مرده و خدایان زنده‏»           | ۲:۳۸           |
| ۹.             | «آتش در دوات‏»                           | ۳:۱۷           |
| ۱۰.            | «زاده خورشید‏»                           | ۲:۳۸           |
| ۱۱.            | «بادهای شحاط‏»                           | ۴:۰۷           |
| ۱۲.            | «من برروی آب راه می‌روم‏»                 | ۳:۰۹           |
| ۱۳.            | «دستور باستانی‌ها‏»                       | ۱:۵۳           |
| ۱۴.            | «کوچ‌گران بیابان سفید‏»                   | ۲:۵۴           |
| ۱۵.            | «چشمان من باش‏»                          | ۱:۴۸           |
| ۱۶.            | «دیوار ترک‌خورده‏»                        | ۱:۵۴           |
| ۱۷.            | «پلیاد اسکندریه‏»                        | ۳:۴۴           |
| ۱۸.            | «دیوانگی صحرا‏»                          | ۱:۵۶           |
| ۱۹.            | «انتقام اپپ‏»                            | ۲:۴۰           |
| ۲۰.            | «آن سوی ریگ‌روان‌ها‏»                      | ۲:۳۴           |
| ۲۱.            | «آخرین مدجای‏»                           | ۲:۱۴           |
| ۲۲.            | «تهاجم درون‌زمینیان‏»                     | ۱:۴۴           |
| ۲۳.            | «یک زمین تقسیم‌شده‏»                      | ۲:۱۷           |
| ۲۴.            | «سوگواری بطلمیوس‏»                       | ۲:۴۱           |
| ۲۵.            | «آتش کفتار‏»                             | ۲:۵۱           |
| ۲۶.            | «نور مهتاب برروی نیل‏»                   | ۱:۳۹           |
| ۲۷.            | «خانواده اتزیو (نسخه ریشه‌ها)‏»           | ۲:۲۳           |
| مجموع مدت:     | مجموع مدت:                              | ۱:۱۱:۴۵        |

| فهرست موسیقی‌ها (نسخه کالکتور) | فهرست موسیقی‌ها (نسخه کالکتور)    | فهرست موسیقی‌ها (نسخه کالکتور) |
| شماره                         | نام                              | مدت                           |
| ----------------------------- | -------------------------------- | ----------------------------- |
| ۱.                            | «حالت عقاب بیابان‏»               | ۰:۴۰                          |
| ۲.                            | «وارد شدن به زیست‌بوم کوه سیاه‏»   | ۰:۴۷                          |
| ۳.                            | «وارد شدن به زیست‌بوم دره نیل‏»    | ۰:۴۶                          |
| ۴.                            | «وسیله نقلیه زمینی‏»              | ۰:۴۱                          |
| ۵.                            | «آخرین ان‌پی‌سی باقی مانده نسخه ۲‏» | ۱:۱۵                          |
| ۶.                            | «مبارزه عادی نسخه ۲‏»             | ۲:۲۶                          |
| ۷.                            | «مبارزه بیش از تعداد نسخه ۱‏»     | ۲:۲۳                          |
| ۸.                            | «گرمای زیاد‏»                     | ۱:۰۸                          |
| ۹.                            | «رسیدن به نقطه بلند در شحات‏»     | ۰:۴۲                          |
| ۱۰.                           | «رسیدن به نقطه بلند در فیوم‏»     | ۰:۴۴                          |
| ۱۱.                           | «توفان شن‏»                       | ۱:۱۶                          |
| ۱۲.                           | «وسیله نقلیه دریایی‏»             | ۰:۳۹                          |
| ۱۳.                           | «مخفی‌کاری نسخه ۵‏»                | ۲:۲۷                          |
| ۱۴.                           | «زمان بدون درگیری بیابان سفید‏»   | ۰:۵۶                          |
| ۱۵.                           | «زمان بدون درگیری دریای شن بزرگ‏» | ۰:۵۹                          |

## بازخوردها

### پذیرش‌ها و انتقادها
| گردآورنده | امتیاز                                 |
| --------- | -------------------------------------- |
| متاکریتیک | (PC) 84/100 (PS4) 81/100 (XONE) 85/100 |

| ناشر                     | امتیاز   |
| ------------------------ | -------- |
| دستراکتید                | 8/10     |
| یوروگیمر                 | توصیه‌شده |
| گیم اینفورمر             | 8.5/10   |
| گیم‌اسپات                 | 7/10     |
| گیمز ریدار+              | [ ۸۶ ]   |
| آی‌جی‌ان                   | 9/10     |
| پی‌سی گیمر (ایالات متحده) | 84/100   |
| پولیگان                  | 8.5/10   |
| ونچربیت                  | 75/100   |

با توجه به بازبینی جمعی وبگاه متاکریتیک، اساسینز کرید ریشه‌ها در کل بازخوردهای «اکثراً خوب» گرفت.
لوئیز بلین‏ از گیمز ریدار طراحی متنوع نقشه را ستود و گفت هر منطقه‌ای برای خودش خاص بود. آلانا پیرس‏ از آی‌جی‌ان نیز همین دیدگاه را داشت و افزود که هر شهری معماری و فرهنگ ویژه خود را دارد. او همچنین افزود که بازی یک «حس اکتشاف جذاب» داشت زیرا به بازیکنان اجازه می‌داد خودشان مکان‌ها را کشف کنند. کریس کارتر‏ از دستراکتید نوشت «در هیچ زمانی اساسینز کرید ریشه‌ها حس نامعتبر بودن داشت» و مصر را به عنوان یک پیش‌زمینه خاص برای یک بازی ویدئویی ستود. مانند پیرس، او جهان این بازی را بیشتر از نسخه‌های پیشین اساسینز کرید جستجو می‌کرد. استفانی چن‏ از وینچوربیت مصر را به عنوان «منظره‌ای تماشایی» توصیف کرد و همچنین طراحی گوناگون نقشه و معماهای آرمگاه‌ها و معبدها را ستود. آلساندرو فیلاری‏ از گیم‌اسپات همچنین مصر را به عنوان پیش‌زمینه بازی پسندید و آن را «پرجنب‌وجوش و سرسبز» خواند. او باور داشت که مصر «یک حس زندگی» داشت، هرچند که او باور داشت برخی مناطق زیادی کم‌پشت و خالی بودند. او شهرها و روستاهای متراکم در بازی را دوست داشت و دقت یوبی‌سافت در جزئیات رو ستود. کریستوفر لیوینگستون از پی‌سی گیمر نوشت که لِوِل‌های پیشنهادی نواحی گلادیاتوری او را یاد بازی‌های برخظ چندنفره گسترده (MMO) می‌انداخت و به دیدگاه او یک «احساس سختی مصنوعی» داشت.
بلین طراحی بازی را ستود و از تیم برای حذف ویژگی‌های تکراری گیم‌پلی نسخه‌های پیشین و ویژگی‌های دیگری مانند پویانمایی‌های مبارزه تکراری، ماموریت‌های دنبال‌کننده یک شخص و مقدار بیش از حد چیزهای قابل جمع‌آوری قدردانی کرد. پیرس ایده حذف ماموریت‌های مخفی‌کاری اجباری و طراحی دوباره سیستم پارکور را دوست داشت که خستگی‌ای که در نسخه‌های پیشین درست می‌کرد را دیگر نداشت. وی همچنین سیستم پیشرفت جدید را که نسبت به نسخه‌های پیشین به بازیکن آزادی عمل بیشتری می‌دهد پسندید و همچنین مبارزه بر پایه اکشن را به عنوان «وخیم» توصیف کرد. سوریل واسکز‏ از گیم اینفورمر باز بودن بازی رو ستود زیرا به بازیکنان اجازه می‌داد به شیوه خودشان اهداف را دنبال کنند. او سیستم مبارزه را به عنوان «درگیرکننده و فعال‌تر» توصیف کرد. چن سیستم مبارزه را «ناقص» اما «در کل مستحکم» خواند، هرچند او بخش‌هایی که لیلا و آیا در آن حضور داشتند را دوست نداشت زیرا باور داشت که روند داستان را قطع می‌کردند. منتقد یوروگیمر، کریستین دونلن،‏ باور داشت که مبارزه بازی نسبت به نسخه‌های پیشینش پیشرفت خیلی بزرگی داشته و جهتی که فرنچایز به آن حرکت خواهد کرد را تنظیم کرد. او باور داشت مبارزه درگیرکننده بود و بستگی به این که چه نوع دشمنی با آن طرف بودند، بازیکنان باید راهبردهای گوناگونی را به کار بگیرند. هرچند او نوشت که مبارزه و گیم‌پلی غیراصلی بودند، بدین معنا که هر کاری در بازی انجام می‌شود در بازی‌های دیگری مشاهده شده بود. هم فیلاری و هم پیرس از کار نکردن درست سیستم قفل روی دشمنان گلایه کردند. فیلاری افزود این امر موجب می‌شود که «نبردهایی که می‌توانستند راهبردی و شدید باشند به رویارویی‌های ناجور و ناشیانه تبدیل می‌شوند.» فیلاری همچنین اشاره کرد که نسبت به نسخه‌های پیشین مخفی‌کاری کمتر دیده می‌شد و یکی از نقاط ضعف ریشه‌ها است.
بلین ماموریت‌های بازی را دوست داشت و اشاره داشت که به پایان رساندن یک مأموریت فرعی می‌تواند دسته‌ای از ماموریت‌های فرعی دیگر ایجاد نماید که بازیکنان می‌توانند انجام دهند. پیرس داستان بازی را «عرفانی و لذت‌بخش» و «دارای جزئیات» خواند و فیلاری داستان‌گویی را برای حفظ تعادل «لحظات دلشکستگی و ناراحت‌کننده» ستود. پیرس همچنین ماموریت‌های فرعی را برای بیادماندنی بودن و داشتن «شخصیت‌های چندجانبه جالب با انگیزه‌های باورپذیر» را ستود. در حالی که کارتر اشاره کرد بازی یک آغاز ناهموار داشت، به مرور داستان فرقه و دستور باستانی‌ها جذاب‌تر و جالب‌تر می‌شد. چن از برخی ماموریت‌ها، به ویژه آن‌هایی که باید اعضای فرقه را به قتل می‌رساند به دلیل ناهموار و ضد انتظار بودن انتقاد کرد. او ماموریت‌های فرعی برای نشان دادن زندگی روزانه مصر ستود، اما همچنین گلایه کرد که پس از مدتی تکراری می‌شدند. او به پایان رساندن ناحیه‌های مورد نظر را به انجام وظایف تشبیه کرد. اندی کلی‏ از پی‌سی گیمر افزود که بازی «یک مثال بسیار فاحش از لایه‌گذاری» بود و نوشت که از ۲۸ ساعتی که این بازی را تجربه کرد، حدود ۸ ساعت را برای تکمیل محتوای فرعی ضد خواست خود گذراند. لیوینگستون نوشت که بازیکن مجبور به آسیب کردن و کشت اکس‌پی می‌شد تا بتواند داستان را به جلو ببرد که کمی روند را خدشه‌دار می‌کرد. منتقدان به‌طور کلی بایک را دوست داشتند. دونلن او را «دلربا» و منتقد پولیگان، کالین کمپل‏ او را به عنوان «مهربان» و «وفادار» توصیف نمود.

### فروش‌ها
در نوامبر ۲۰۱۷، یوبی‌سافت فروش ریشه‌ها در طول ۱۰ روز نخست عرضه آن را معرفی کرد که دو برابر فروش کلی سندیکا بود و بازیکنان نیز سرگرم‌تر شده بودند. ۳۵٪ فروش‌ها از دانلود دیجیتال بودند و سندیکا تنها ۱۲٪ فروشش دیجیتال بود. این بازی در هفته نخست عرضه‌اش پرفروش‌ترین خرده در بریتانیا بود و رقبایش، سوپر ماریو ادیسه و ولفنشتاین ۲: غول جدید که با ریشه‌ها در یک روز عرضه شدند را شکست داد. در ایالات متحده در اکتبر ۲۰۱۷، پشت سرزمین میانه: سایه جنگ دومین بازی پرفروش بود و در نوامبر ۲۰۱۷، پشت ندای وظیفه: جنگ جهانی دوم و جنگ ستارگان: جبهه نبرد ۲ سومین بازی پرفروش بود. در طول نسل هشتم کنسول‌های بازی ویدئویی بازی ۱۰ میلیون نسخه فروش کرد.

### جوایز
| سال  | جایزه                                            | رده                                                           | نتیجه    | منبع.           |
| ---- | ------------------------------------------------ | ------------------------------------------------------------- | -------- | --------------- |
| ۲۰۱۷ | جوایز منتقدان بازی ای۳ ۲۰۱۷                      | بهترینِ نمایش                                                  | نامزدشده | [ ۹۷ ]          |
| ۲۰۱۷ | جوایز منتقدان بازی ای۳ ۲۰۱۷                      | بهترین بازی کنسولی                                            | نامزدشده | [ ۹۷ ]          |
| ۲۰۱۷ | جوایز منتقدان بازی ای۳ ۲۰۱۷                      | بهترین بازی اکشن/ماجراجویی                                    | نامزدشده | [ ۹۷ ]          |
| ۲۰۱۷ | جایزه گلدن جوی استیک                             | بازی نهایی سال                                                | نامزدشده | [ ۹۸ ]          |
| ۲۰۱۷ | جوایز بازی ۲۰۱۷                                  | بهترین بازی اکشن/ماجراجویی                                    | نامزدشده | [ ۹۹ ]          |
| ۲۰۱۷ | جوایز تیتانیوم                                   | بازی سال                                                      | نامزدشده | [ ۱۰۰ ]         |
| ۲۰۱۷ | جوایز تیتانیوم                                   | بهترین طراحی هنری                                             | نامزدشده | [ ۱۰۰ ]         |
| ۲۰۱۷ | جوایز تیتانیوم                                   | بهترین طراحی روایتی                                           | نامزدشده | [ ۱۰۰ ]         |
| ۲۰۱۷ | جوایز تیتانیوم                                   | بهترین بازی ماجراجویی/نقش‌آفرینی                               | نامزدشده | [ ۱۰۰ ]         |
| ۲۰۱۷ | جوایز تیتانیوم                                   | بهترین بیان                                                   | نامزدشده | [ ۱۰۰ ]         |
| ۲۰۱۸ | جوایز بازی نیویورک ۲۰۱۸                          | جایزه مجسمه آزادی برای بهترین جهان                            | نامزدشده | [ ۱۰۱ ]         |
| ۲۰۱۸ | جوایز انجمن جلوه‌های بصری                         | جلوه‌های بصری برجسته در پروژه زمان‌حال                          | برنده    | [ ۱۰۲ ] [ ۱۰۳ ] |
| ۲۰۱۸ | جوایز انجمن جلوه‌های بصری                         | محیط ساخته‌شده برجسته در یک قسمت، محصول تجاری یا پروژه زمان‌حال | نامزدشده | [ ۱۰۲ ] [ ۱۰۳ ] |
| ۲۰۱۸ | بیست و یکمین دوره جوایز دی.آی.سی.ای              | دستاورد برجسته در شخصیت (بایک)                                | نامزدشده | [ ۱۰۴ ] [ ۱۰۵ ] |
| ۲۰۱۸ | بیست و یکمین دوره جوایز دی.آی.سی.ای              | دستاورد برجسته فناوری                                         | نامزدشده | [ ۱۰۴ ] [ ۱۰۵ ] |
| ۲۰۱۸ | بیست و یکمین دوره جوایز دی.آی.سی.ای              | بازی ماجراجویی سال                                            | نامزدشده | [ ۱۰۴ ] [ ۱۰۵ ] |
| ۲۰۱۸ | جوایز آکادمی ملی منتقدات بازی ویدئویی            | هدایت هنری، تأثیر دوره‌ای                                      | نامزدشده | [ ۱۰۶ ]         |
| ۲۰۱۸ | جوایز آکادمی ملی منتقدات بازی ویدئویی            | کنترل طراحی سه‌بعدی                                            | نامزدشده | [ ۱۰۶ ]         |
| ۲۰۱۸ | جوایز آکادمی ملی منتقدات بازی ویدئویی            | طراحی لباس                                                    | نامزدشده | [ ۱۰۶ ]         |
| ۲۰۱۸ | جوایز آکادمی ملی منتقدات بازی ویدئویی            | بازی/ فرنچایز ماجراجویی                                       | نامزدشده | [ ۱۰۶ ]         |
| ۲۰۱۸ | جوایز آکادمی ملی منتقدات بازی ویدئویی            | گرافیک، فنی                                                   | نامزدشده | [ ۱۰۶ ]         |
| ۲۰۱۸ | جوایز آکادمی ملی منتقدات بازی ویدئویی            | روشنایی/بافت                                                  | نامزدشده | [ ۱۰۶ ]         |
| ۲۰۱۸ | جوایز آکادمی ملی منتقدات بازی ویدئویی            | امتیاز درام اصلی، فرنچایز                                     | نامزدشده | [ ۱۰۶ ]         |
| ۲۰۱۸ | جوایز آکادمی ملی منتقدات بازی ویدئویی            | به‌کارگیری صدا، فرنچایز                                        | نامزدشده | [ ۱۰۶ ]         |
| ۲۰۱۸ | جوایز بازی ویدئویی ایتالیایی                     | گزیده مردم                                                    | نامزدشده | [ ۱۰۷ ]         |
| ۲۰۱۸ | جوایز بازی ویدئویی ایتالیایی                     | بازی سال                                                      | نامزدشده | [ ۱۰۷ ]         |
| ۲۰۱۸ | جوایز بازی اس‌اکس‌اس‌دبلیو                          | برتری در دستاورد بصری                                         | نامزدشده | [ ۱۰۸ ]         |
| ۲۰۱۸ | جوایز بازی اس‌اکس‌اس‌دبلیو                          | برتری در پویانمایی                                            | نامزدشده | [ ۱۰۸ ]         |
| ۲۰۱۸ | جوایز انتخاب توسعه‌دهندگان بازی                   | بهترین فناوری                                                 | نامزدشده | [ ۱۰۹ ]         |
| ۲۰۱۸ | چهاردهمین دوره جوایز آکادمی بریتانیایی           | بهترین بازی                                                   | نامزدشده | [ ۱۱۰ ] [ ۱۱۱ ] |
| ۲۰۱۸ | چهاردهمین دوره جوایز آکادمی بریتانیایی           | طراحی بازی                                                    | نامزدشده | [ ۱۱۰ ] [ ۱۱۱ ] |
| ۲۰۱۸ | چهاردهمین دوره جوایز آکادمی بریتانیایی           | صداگذار (ابوبکر سلیم)                                         | نامزدشده | [ ۱۱۰ ] [ ۱۱۱ ] |
| ۲۰۱۸ | جوایز انجمن آهنگسازان، پدیدآوران و ناشران آمریکا | بازی ویدئویی امتیازی سال ۲۰۱۷                                 | نامزدشده | [ ۱۱۲ ]         |

## دنباله
این بازی توسط بازی اساسینز کرید ادیسه دنبال شد که در یونان باستان و در طول جنگ پلوپونز قرار دارد. این بازی که توسط یوبی‌سافت کبک توسعه یافت، در تاریخ ۵ اکتبر ۲۰۱۸ برای سکوهای ویندوز، پلی‌استیشن ۴ و اکس‌باکس وان عرضه شد.

## واژه‌نامه
1. ↑  Martin Schelling
2. ↑  Aya
3. ↑  paired animation system
4. ↑  hit-box system
5. ↑  Phylakes
6. ↑  eagle vision
7. ↑  Senu
8. ↑  Layla Hassan
9. ↑  Abstergo Industries
10. ↑  William Miles
11. ↑  Tahira
12. ↑  Gamilat
13. ↑  The Curse of the Pharaohs
14. ↑  Assassin's Creed Origins Main Theme
15. ↑  Return of the Medjay
16. ↑  Bayek of Siwa
17. ↑  The Shimmering Sands
18. ↑  The Battle of Krokodilopolis
19. ↑  The Tongueless Land
20. ↑  Legions of Blood
21. ↑  Dead Kings and Living Gods
22. ↑  Fire in the Duat
23. ↑  Born of the Sun
24. ↑  Winds Of Cyrene
25. ↑  I Walk on Your Water
26. ↑  The Order of the Ancients
27. ↑  Nomads of the White Desert
28. ↑  Be My Eyes
29. ↑  The Cracked Wall
30. ↑  The Alexandrian Pleiad
31. ↑  Desert Delirium
32. ↑  Apep's Vengeance
33. ↑  Across the Dunes
34. ↑  The Last Medjay
35. ↑  Chthonic Invasion
36. ↑  A Divided Land
37. ↑  Ptolemy's Lament
38. ↑  The Hyena's Fire
39. ↑  Moonlight on the Nile
40. ↑  Ezio's Family (Origins Version)
41. ↑  Eagle Mode Desert
42. ↑  Enter Biome Black Mountain
43. ↑  Enter Biome Nile Valley
44. ↑  Land Vehicle
45. ↑  Last NPC Remaining Variation 02
46. ↑  Normal Fight Variation 02
47. ↑  Outnumbered Fight Variation 01
48. ↑  Overheat
49. ↑  Reach High Point Cyrene
50. ↑  Reach High Point Faiyum
51. ↑  Sandstorm
52. ↑  Sea Vehicle
53. ↑  Stealth Variation 05
54. ↑  Time Without Conflict White Desert
55. ↑  Time Without Conflict Great Sea Sand
56. ↑  Louise Blain
57. ↑  Alanah Pearce
58. ↑  Chris Carter
59. ↑  Stephanie Chan
60. ↑  Alessandro Fillari
61. ↑  Suriel Vasquez
62. ↑  Christian Donlan
63. ↑  Andy Kelly
64. ↑  Colin Campbell